# Platygnathus sechellarum
Platygnathus sechellarum là một loài bọ cánh cứng trong họ Cerambycidae.